# 황비홍 2
《황비홍 2 - 남아당자강》(黃飛鴻之二男兒當自強: Once Upon A Time In China II)는 홍콩에서 제작된 서극 감독의 1992년 액션 영화이다. 이연걸 등이 주연으로 출연하였고 서극 등이 제작에 참여하였다.

## 출연

### 주연
- 이연걸
- 관지림
- 막소총
- 견자단

### 조연
- 강대위
- 장철림
- 임세관

## 기타
- 출품인: 추문회
- 미술: 마판차오
- 의상: 조국신
- 무술감독: 원화평

## 한국어 더빙 성우진

### KBS(1997년 2월 8일)
- 김승준 - 황비홍 (이연걸)
- 김수경 - 소군 (관지림)
- 한호웅 - 악환 (막소총)
- 이재용 - 납란원술 (견자단)
- 김준 - 육호동 (강대위)
- 서윤석 - 손문 (장철림)
- 김정호
- 이윤선
- 김소형
- 배정미
- 이승주

### MBC(2004년 5월 1일)
- 안지환 - 황비홍 (이연걸)
- 박소라 - 소균 (관지림)
- 김영선 - 양관 (막소총)
- 박조호 - 육호동 (강대위)
- 최한 - 손문 (장철림)
- 김호성 - 백련교도 교주 (웅흔흔)
- 이윤연 - 제독
- 이철용 - 영국 영사
- 김태훈 - 총독
- 변종필
- 엄태국
- 장성호
- 이상훈
- 문남숙
- 박신희
- 방성준
- 이원찬
- 정재헌
- 조현정